# Rakash
Rakash ist das zweite Album der Aachener Progressive-Rock-Band The Void’s Last Stand. Das Album wurde im November 2011 beim Label Long Hair Music veröffentlicht.

## Aufbau
Das Album knüpft mit dem 16 Minuten langen Song Mother Sun and the Other Son (Part III) - The Syrian Goddess an das Debütalbum der Band an. Es folgen fünf weitere Songs sowie ein Instrumentaltitel und ein Gedicht.

## Hintergrund
Das Album nimmt auf verschiedene reale und fiktive Personen Bezug. So greift The Syrian Goddess erneut die Thematik um Elagabal auf, während in Cut Open Feet der Tänzer Vaslav Nijinsky und in Glass Cabinet He-Man besungen wird, bevor im abschließenden Gedicht Antonin Artaud thematisiert wird.

## Rezeption
Die Musik auf dem Album wird oft mit The Mars Volta, Pere Ubu, Frank Zappa oder den Dead Kennedys verglichen, der Gesang häufig mit David Thomas und Jello Biafra.
Insbesondere die musikalische Stilvielfalt der Band wird betont. So beschreibt beispielsweise die Webpräsenz Metal-Inside die Musik des zweiten Albums der Band folgendermaßen:

„Die Aachener Band setzt auf unterschiedliche Tempi und vertrackte Wechsel – Prog-Rock, Jazz, Fusion, Punk, Wave, Blues, Funk, Artrock - versehen mit einem gehörigen, aber modernen 70er-Touch und definitiv das Gegenteil von glatt.“

## Titelliste
1. Mother Sun and the Other Son (Part III) - The Syrian Goddess (16:18)
2. Sail my Ship Achilles (5:40)
3. Cut open Feet (8:28)
4. She's a Ghost / They Shall not Pass (5:05)
5. Land(e)scapes and the Beauty of Number 64 (10:33)
6. Glass Cabinet (9:12)
7. An Ode to Antoine Marie Joseph Artaud: Poetry in Asylum (1:35)